# Salon international de l'artisanat de Ouagadougou
Le Salon International de l'artisanat de Ouagadougou en abrégé SIAO est une manifestation qui rassemble des artisans venus du monde entier. L'artisanat africain est toutefois généralement à l'honneur. Il a lieu chaque deux ans.

## Historique
L’idée de création du Salon International de l’Artisanat de Ouagadougou (SIAO) est née de la volonté des autorités politiques Burkinabè qui se sont rendu compte que l’artisanat contribuait fortement à la croissance des économies africaines au même titre que l’agriculture. En effet, il y a de cela 41 maintenant que l’initiative de cette manifestation, aujourd’hui d’envergure internationale, est née. C'est en 1984, notamment du  3 au 9 novembre à Ouagadougou qu'a eu lieu  l’exposition-vente appelée « Artisanat 84 », cette initiative qui va engendrer 4 ans plus tard, le Salon international de l’artisanat de Ouagadougou (SIAO), au regard de l’intérêt exprimé par les populations pour cette manifestation. La première édition du SIAO se tient du  20 au 27 février 1988. De cette première édition naîtra la « déclaration d’intention de Ouagadougou », qui à son tour engendra le Comité de coordination pour le développement et la promotion de l’artisanat africain, CODEPA. En 1989 le SIAO sera institutionnalisé avec la création d’un Secrétariat permanent. Pour remplir et atteindre ses objectifs concrets, la décision de le tenir chaque deux ans fut prise. Le SIAO se fixe alors des objectifs au double plan culturel et socio-économique. Sur le plan culturel, il y a l’élargissement du cadre de référence personnel des artisans pour une formation appropriée. A cet objectif se joint celui du développement d’un courant de la création, ouvert aux idées nouvelles mais dont les modèles sont assurés par une protection aussi efficace que possible ainsi que la revalorisation du patrimoine culturel. Sur le plan socio-économique, le SIAO, dans le souci de développer des ressources susceptibles de contribuer à l’équilibre économique et socioculturel des pays à travers la promotion de l’artisanat, poursuit l’accroissement du pouvoir d’achat des artisans ainsi que le maintien des artisans œuvrant au sein de leur milieu naturel,,

## Missions
Les missions du SIAO se résument essentiellement en quatre axes:
- Le premier axe est de créer un cadre de promotion et d’échanges pour les produits de l’artisanat, en vue de faciliter leur accès aux marchés internationaux.
- Le deuxième axe oblige le SIAO à susciter et organiser la réflexion et la concertation sur les problèmes de développement de l’artisanat africain.
- Dans le troisième volet de ses missions, le SIAO favorise la diffusion et l’essor de l’artisanat africain en tant que moyen d’expression et de culture.
- Dans son 4ème et dernier axe, il a pour mission de contribuer à la formation et à l’encadrement des artisans africains en vue de leur autopromotion[1],[3]

## Liste des dirigeants
Depuis sa création, le Salon international de l'artisanat de Ouagadougou (SIAO) a connu jusqu'à ce jour sept présidents à savoir: 
- Mariam TRAORE/ OUEDRAOGO: 16 Juin 2023 à nos jours
- Dramane TOU: 04 Mars 2015 au 16 Juin 2023
- Abdoulaye ZONGO: 16 Novembre 2011 au 04 Mars 2015
- Moussa TRAORE: 2009-2011
- Jean Claude BOUDA: 1997 – 2009
- Patrice DIESSONGO: 1994 – 1996
- Doulaye Korentin KY: 1990 – 1992[4]

## Différentes éditions
SIAO 1:  du 20 au 27 Février 1988
Thème: « Artisanat Africain, Situation actuelle et Perspectives »
- 20 pays africains présents
- 244 artisans Burkinabès
- 150 000 visiteurs (professionnels, touristes, grand public)

SIAO 2: 27 octobre – 03 novembre 1990
Thème:  « Artisanat Africain et créativité »
- 25 pays participants dont 24 africain
- 200 artisans Burkinabès
- Création du CODEPA (Comité de Coordination pour le Développement et la promotion de l’Artisanat Africain)

SIAO 3: 24 octobre – 03 novembre 1992
Thème: « Artisanat Africain face au Marché International »
- 11 pays africains présents
- 260 artisans Burkinabès
- 165 720 visiteurs nationaux et étrangers
- Mise en œuvre du Pavillon de la Créativité

SIAO 4: 29 octobre – 05 novembre 1994
Thème: « Artisanat Africain et Tourisme »
- 24 pays présents (africain et non africain)
- 264 artisans Burkinabès
- 250 000 visiteurs nationaux et étrangers
- 150 visiteurs professionnels

SIAO 5: 26 octobre – 02 novembre 1996
Thème: « Artisanat Africain et Design »
- 23 pays présents (africain et non africain)
- 350 artisans burkinabès
- 290 000 visiteurs nationaux et étrangers
- 300 visiteurs professionnels

SIAO 6: 30 octobre – 08 novembre 1998
Thème: « Artisanat et Formation Professionnelle »
- 25 pays présents (africain et non africain)
- 940 artisans africains
- 310 000 visiteurs dont quelques acheteurs professionnels
- La 6è édition a eu l’ambition d’être celle de la consolidation des acquis et celle d’importantes innovations

SIAO 7: 27 octobre – 05 novembre 2000
Thème : « Artisanat Africain et Intégration Régionale »
- 27 pays présents (africain et non africain)
- 1257 artisans nationaux et étrangers
- 109 visiteurs professionnels
- 320 000 visiteurs grand public

SIAO 8 : 25 octobre – 03 novembre 2002
Thème:  « Artisanat Africain et Environnement »
- 27 pays présents (africain et non africain)
- 1440 artisans nationaux et étrangers
- 95 visiteurs professionnels
- 350 000 visiteurs grand public

SIAO 9 : 29 octobre – 07 novembre 2004
Thème: « Investir dans l’Artisanat Africain, un Secteur Émergent »
- 30 pays présents (africain et non africain)
- 2048 artisans nationaux et étrangers
- 118 acheteurs et visiteurs professionnels
- 400 000 visiteurs grand public

SIAO 10: 27 octobre – 05 novembre 2006
Thème: « Artisanat Africain et Commerce Équitable »
- 29 pays présents (africain et non africain)
- 225 visiteurs professionnels
- 582 journalistes nationaux et étrangers
- 2080 artisans nationaux et étrangers

SIAO 11: 31 octobre – 09 novembre 2008
Thème:  « Artisanat Africain et Circuits de distribution »
- 3 485 exposants venus de 26 pays d’Afrique
- 285 acheteurs et visiteurs professionnels venant de 36 pays
- 585 journalistes venant de 13 pays d’Afrique, d’Europe et d’Amérique

SIAO 12: 29 octobre au 07 novembre 2010
Thème: « Artisanat Africain, Jeunesse et Emploi »
- 3425 Exposants venus de 28 pays
- 300 acheteurs et visiteurs professionnels venant de 18 pays
- 483 journalistes venant de 07 pays
- 302 000 visiteurs grand public

SIAO 13: 26 octobre au 04 novembre 2012
Thème: « Artisanat Africain et Emergence Economique »
- 564 stands attribués pour 3 384 artisans venus de 32 pays
- 306 acheteurs et visiteurs professionnels de 23 pays
- 500 journalistes de 104 organes de presse de 9 pays
- 307 440 visiteurs grand public

SIAO 14: 28 octobre au 5 novembre 2016
Thème: « Artisanat africain, entrepreneuriat féminin et protection sociale ».
- 2 710 exposants
- 310 acheteurs et visiteurs professionnels
- 744 journalistes accrédités
- près de 250 000 visiteurs
- venus de 32 pays

SIAO 15: 26 octobre au 04 novembre 2018
Thème: « Artisanat africain, exigences du marché et développement technologique ».
- 4 769 exposants
- 564 journalistes accrédités
- 350 187 visiteurs
- 25 pays participants
- 49 prix décernés[5],[6],[7]

SIAO 16: 27 janvier au 05 février 2023
Thème : « Artisanat africain, levier de développement et facteur de résilience des populations ».
- 3 679 exposants
- 35 acheteurs et visiteurs professionnels
- 697 journalistes accrédités
- 360 223 visiteurs
- 34 pays participants
- 24 prix décernés[8],[9],[10]

## Durée
Le SIAO a lieu chaque deux ans à Ouagadougou. Le Salon, qui dure une semaine, se tient généralement entre la fin octobre et le début novembre de toutes les années paires au siège à Ouagadougou ou des artisans venant des quatre coins du monde présentent leur savoir-faire en matière d'artisanat.